# Rheumaptera rubescens
Rheumaptera rubescens là một loài bướm đêm trong họ Geometridae.